# Li Lisan
Li Lisan (李立三S, Lǐ LìsānP; Liling, 18 novembre 1899 – Pechino, 22 giugno 1967) è stato un politico, sindacalista e militare cinese, uno dei primi capi comunisti della Cina.
Fu il dirigente più influente del Partito Comunista Cinese dal 1928 al 1930, membro dell'ufficio politico e più tardi, nel 1945, anche del Comitato centrale. Li si guadagnò negli anni '20 una reputazione di eccezionale organizzatore e propagandista, attirando l'ammirazione di numerose persone ma allo stesso tempo si inimicò gli altri membri del Partito Comunista a causa dei suoi metodi autoritari. Purgato per questo nel 1931, rimase in disparte per molti anni. Inizialmente fu amico di Mao Zedong ma in seguito si inimicò anche lui durante gli anni '50.
Morì in circostanze misteriose nel 1967, nel pieno della Rivoluzione culturale, ufficialmente suicida ma non vi sono mai state certezze di ciò.

## Biografia
Li Lisan nacque a Liling nello Hunan nel 1899 con il nome di Li Rongzhi. Suo padre, un maestro, insegnò al figlio poemi e classici cinesi tradizionali. Nel 1915 Li si trasferì a Changsha per andare al liceo e vide un annuncio su un giornale scritto da uno studente della Prima Scuola Normale di Changsha con lo pseudonimo di "28 colpi". Li lo incontrò e ne divenne amico. Si trattava nientemeno che di Mao Zedong. Più tardi Li si unì all'esercito di un signore della guerra locale dello Hunan. Uno dei comandanti di divisione, Cheng Qian, che era dello stesso villaggio del padre di Li e suo alunno, lo sponsorizzò per andare a studiare a Pechino.

### Carriera Politica

#### Francia
Quando raggiunse Pechino, Li fece domanda per studiare in Francia e vi arrivò nel 1920. Lavorò part-time come assistente di un calderaio per guadagnare denaro. Il suo capo era un membro del neonato Partito Comunista Cinese che lo iniziò al comunismo e Li partecipò attivamente alle lotte per i diritti dei lavoratori cinesi in Francia. Per il suo lavoro rivoluzionario attivo e senza paura, Li fu etichettato come sovversivo. Nel 1921 fu espulso insieme a più di altri 100 cinesi dalle autorità francesi.

#### Ritorno in Cina
Quando Li tornò a Changsha incontrò Chen Duxiu, segretario generale del Partito Comunista Cinese, che lo convinse ad entrare nel partito. Esso lo incaricò di organizzare le attività lavorative nella miniera di carbone di Anyuan. Rivelatosi un eccezionale lavoratore nella sua zona, Li fece aumentare notevolmente il numero di membri al Partito Comunista e perfezionò i suoi metodi di organizzazione. Alla fine del 1924 c'erano solo 900 membri del Partito Comunista (PCC) in tutta la Cina, 300 dei quali provenivano dalla miniera di carbone di Anyuan. Fu in quel momento che Li mostrò il suo grande talento nel lavoro e nella sua organizzazione in collaborazione con Liu Shaoqi, che in seguito divenne il suo vice.
Certamente i nazionalisti del Kuomintang avevano una grande opinione delle capacità organizzative di Li. Infatti un rapporto del 1928 affermava le difficoltà per l'Esercito Rivoluzionario Nazionale di sopprimere la "zona rossa" di Anyuan a causa del radicato pensiero comunista instaurato da Li Lisan.
Nel 1926 Li andò a Wuhan, il maggiore polo lavorativo nella Cina centrale. Anche se Xiang Zhongfa, che in seguito divenne segretario generale del PCC, era il massimo leader in quel momento, era Li che prendeva effettivamente le decisioni. Nel 1927 dopo la scissione del Primo Fronte Unito tra nazionalisti e comunisti, Li fu il primo a proporre la Rivolta di Nanchang contro il Kuomintang e assunse il ruolo di direttore delle guardie di sicurezza. Sebbene la rivolta si rivelò imprudente e priva di planimetrie e il suo fallimento fosse inevitabile, Li ne guadagnò tantissima fama per il suo coraggio e tenacia e divenne uno dei principali dirigenti del Partito Comunista.

#### Dirigenza di Xiang
Nel VI Congresso nazionale del Partito Comunista Cinese tenutosi a Mosca, il vecchio amico di Li, Xiang Zhongfa, fu eletto segretario generale con il sostegno dell'Internazionale Comunista (Comintern) e dell'Unione Sovietica. Durante la dirigenza di Xiang, Li giocò un ruolo gradualmente sempre più importante. Xiang licenziò Cai Hesen, membro in carica dell'ufficio politico del PCC e Ministro del Dipartimento di Propaganda dello stesso per il modo estremista di dirigere la Divisione del Sunzi del partito. Xiang scelse Li per sostituire Cai. Egli divenne uno dei soli quattro membri permanenti dell'ufficio politico e Ministro della Propaganda nell'ottobre 1928.
Quando l'ufficio per l'Estremo Oriente del Comintern emise un ordine anti-destra e incolpò il PCC di inattività nel 1929, Xiang protestò. Egli sapeva che Li era un candidato appropriato per svolgere il lavoro di comunicazione a causa della sua eloquenza ed energia e quindi gli affidò il compito di gestire le relazioni con il Comintern. Xiang mandò inoltre Zhou Enlai a Mosca per avere ulteriori istruzioni, Li prese anche il suo posto, cosa che lo mise ancora più al centro della scena politica comunista cinese e gli diede la possibilità ancora una volta di dimostrare il suo talento.

#### Declino
Quando Xiang venne a conoscenza della decisione del Comintern di attuare la politica anti-destra, sostenne che la rivoluzione cinese fosse nel suo periodo di punta. Li trasformò questa teoria in estremismo, che in seguito sarebbe stata chiamata "Linea di Li Lisan", e chiese la rivolta armata in tutte le città e l'estensione della rivoluzione a tutto il Paese.
Nel giugno 1930 la linea di Li divenne matura grazie al sostegno di Xiang. Il PCC dette il suo ordine alle divisioni di tutte le province e istituì comitati di azione ovunque per prepararsi alla rivolta su vasta scala in ottobre. Il Comintern però espresse il suo malcontento, affermando che si stava elaborando politiche sistemiche per la rivoluzione cinese e il PCC avrebbe dovuto concentrarsi sulla rivolta in una o più province. Xiang sostenne Li e la sua idea che era l'ora zero della rivoluzione cinese. In diverse discussioni, la tensione tra Xiang, Li e il Comintern aumentò notevolmente. Il sospetto e la critica del PCC nei confronti del Comintern erano visti come tradimento all'interno dell'Internazionale.
Nel luglio 1930 l'Armata Rossa Cinese sotto il comando di Li catturò Changsha nello Hunan ma l'Esercito Rivoluzionario Nazionale del Kuomintang sconfisse le sue forze entro pochi giorni. Le insurrezioni in altre città furono tutte represse rapidamente dai nazionalisti. Inoltre, Li si era inimicato molti membri del Partito Comunista per il suo stile autoritario. Alcuni di questi erano vecchi membri come gli attivisti del lavoro He Mengxiong e Luo Zhanglong che furono accusati solo perché contrari a Li. Wang Ming e il suo gruppi dei 28 bolscevichi nel frattempo tornarono da Mosca per essere designati ad assumere la guida del PCC come voluti dai vertici sovietici ma al loro arrivo furono accolti dalla freddezza di Li.
Con tanti avversari sia all'interno che all'esterno del partito, il destino di Li era segnato. Il Comintern inviò Qu Qiubai e Zhou Enlai di nuovo in Cina per far rispettare le sue scelte politiche. I 28 bolscevichi approfittarono di questa opportunità per denunciare Li. Xiang e Li ancora non si rendevano conto del chiaro pericolo in cui si trovavano e criticavano severamente questi giovani studenti immaturi. Poi il Comintern inviò un telegramma per chiamare Li a Mosca per il pentimento. Pavel Mif, presidente dell'Università Sun Yat-sen di Mosca e mentore dei 28 bolscevichi, andò a Shanghai come inviato dell'Internazionale. Sotto la direzione di Mif, si tenne la 4ª sessione plenaria del VI Congresso nazionale del Partito Comunista Cinese. Li fu sostituito dal protetto di Mif, Wang Ming, e i suoi associati nei 28 bolscevichi accettarono altri incarichi importanti.
Li andò a Mosca per la sua confessione e pentimento ma non sapeva che sarebbe stato un tempo di redenzione così lungo. Nei successivi 15 anni soffrì molto a causa di rimproveri, critiche e epurazioni. Il Partito Comunista dell'Unione Sovietica si rifiutò persino di accettarlo come membro del Partito Comunista Cinese per diversi anni. Inoltre, quando Wang Ming e Kang Sheng tornarono da Mosca come rappresentanti del PCC al Comintern, perseguitarono Li con ogni mezzo disponibile. L'unico conforto fu che in Unione Sovietica Li incontrò e in seguito sposò Lisa Kishkin, tipografa sovietica, che in seguito sarebbe emigrata in Cina con lui.

#### Ultimi anni
Il vecchio amico di Li, ovvero Mao, non si dimenticò di lui. Fu eletto nel Comitato centrale del PCC nel VII Congresso nazionale del Partito tenutosi a Yan'an nel 1945. Nel 1946 fu rimandato in Cina. Arrivò nella Cina nordorientale per lavorare alla divisione locale del partito in qualità di Ministro del Dipartimento del Lavoro. Allo scoppio della seconda fase della guerra civile cinese Li fu nominato rappresentante capo della parte del PCC del collegio arbitrale composto dai membri del Kuomintang e degli Stati Uniti d'America.

#### La Repubblica Popolare Cinese

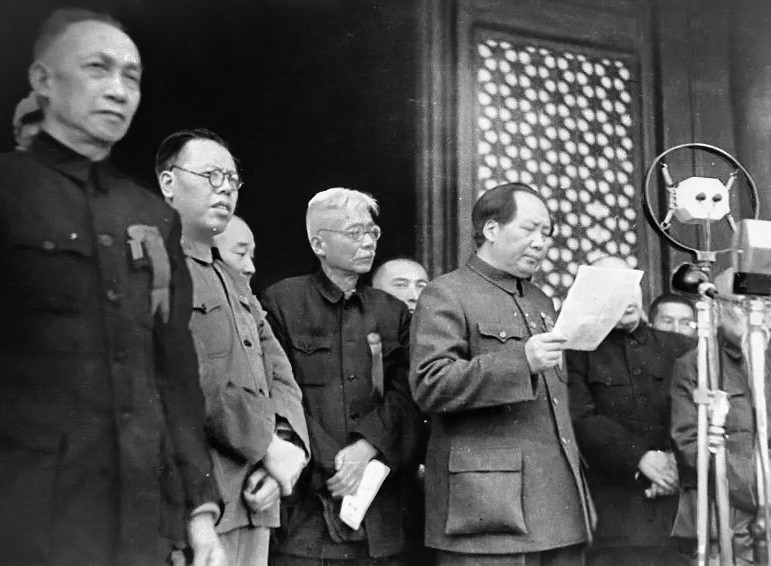
Li, secondo da sinistra, il 1º ottobre 1949, giorno della proclamazione della Repubblica Popolare Cinese.

Dopo l'istituzione della Repubblica Popolare Cinese nel 1949 Li tornò sulla scena con la nomina a Ministro del Lavoro per guidare il sindacato. Li non abbandonò la sua vecchia causa e portò avanti alcune linee guida sulle misure di gestione democratica dell'industria. Durante gli anni della guerra di Corea, Li fu nominato vice segretario generale della Difesa antiaerea a causa della sua pratica di attacco anti-aereo durante la seconda guerra mondiale durante il suo soggiorno a Mosca.
Li rimase un sostenitore dell'indipendenza dei sindacati dallo Stato, idea che lo portò in conflitto con Mao. Fu vicepresidente della Federazione dei sindacati di tutta la Cina fino al 1958 e primo presidente dell'Istituto cinese delle relazioni industriali.
Con la crisi sino-sovietica negli anni '60 la vita di Li divenne più dura. Anche se sua moglie Li Kishkin consegnò il suo passaporto sovietico e prese la nazionalità cinese per dimostrare la sua lealtà verso il marito e il suo Paese, non ci fu modo di allentare la situazione. Soprattutto quando arrivò la Rivoluzione culturale, Kang Sheng non si fece scrupoli a denunciare il suo vecchio rivale. Li fu etichettato come un agente dell'Unione Sovietica e fu torturato sia mentalmente che fisicamente dalle Guardie Rosse. Anche sua moglie e le sue figlie furono imprigionate.
Presumibilmente incapace di affrontare questa situazione ancora di più, Li si suicidò con del sonnifero dopo aver finito di scrivere l'ultima lettera a Mao, come raccontarono i suoi carcerieri. Il biografo di Li, Patrick Lescot, ha messo in dubbio la natura della morte di Li.
Li Sishen, la segreteria personale di Li Lisan, in seguito scrisse che non credeva che egli avrebbe potuto avere accesso a pillole sufficienti per uccidersi. Li Sishen era stata responsabile della supervisione dell'emissione dei sonniferi. Ricordò di aver litigato con Li, che voleva una pillola in più ogni sera.
Li stesso respinse l'idea che potesse suicidarsi, definendola ridicola.
Nel 1980 il Dipartimento di Organizzazione del Partito Comunista Cinese finalmente permise alla famiglia di Li di leggere il suo rapporto autoptico. Esso elencava erroneamente la sua altezza di 15 centimetri e conteneva altri errori che si aggiungono ai dubbi della famiglia sulla versione ufficiale della morte di Li.

#### Riabilitazione
Nel marzo 1980 Li fu riabilitato e ufficialmente dichiarato "un membro eccezionale del Partito Comunista Cinese, un grande rivoluzionario e capo del movimento operaio cinese". Una delle strade della sua città natale, Liling, nello Hunan, prende il nome di Li Lisan.

### Vita privata

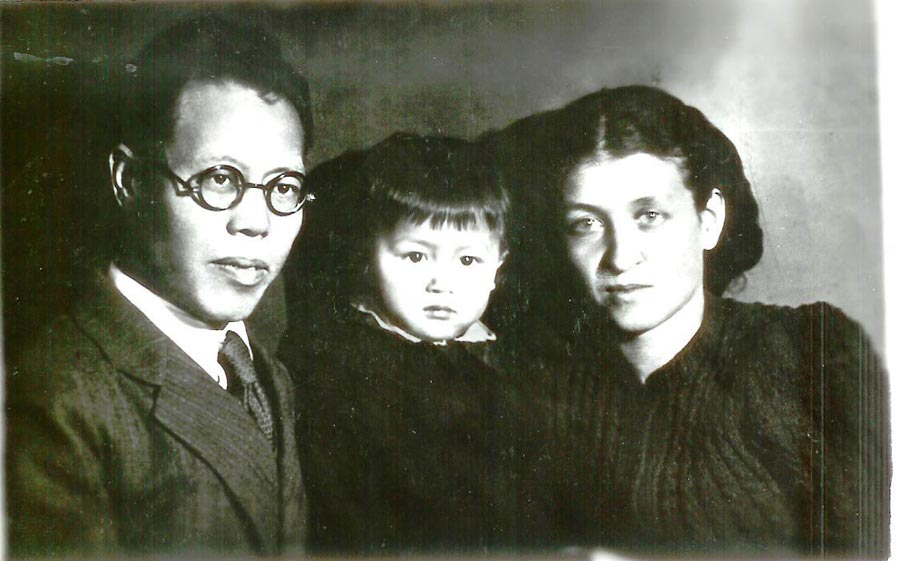
Li Lisan con sua moglie e la loro figlia.

Durante il suo esilio in Unione Sovietica, Li sposò Li Kishkin. Da lei ebbe sei figli. Dopo la morte di Li, sua moglie trascorse otto anni in una cella di isolamento per detenuti politici particolarmente importanti, quasi completamente isolati. Dopo la liberazione, rimase in Cina, essendo cittadina cinese.
La figlia di Li Lisan ed Li Kishkin, Li Yanlan, divenne traduttrice e professoressa di lingue straniere presso l'Università di Pechino.